# Lengenwies
Lengenwies ist ein Gemeindeteil der oberbayerischen Gemeinde Eurasburg im Landkreis Bad Tölz-Wolfratshausen. Das Dorf liegt circa einen Kilometer südlich von Eurasburg und ist über die Staatsstraße 2370 zu erreichen.